# Vũ Tiến Thành
Vũ Tiến Thành (sinh ngày 20 tháng 3 năm 1964) là một huấn luyện viên bóng đá người Việt Nam. Ông hiện là huấn luyện viên trưởng của câu lạc bộ Hoàng Anh Gia Lai đang thi đấu ở V.League 1.

## Sự nghiệp
Sinh ra tại Sài Gòn (nay là Thành phố Hồ Chí Minh), Vũ Tiến Thành từng thi đấu cho đội trẻ của Hải Quan. Tốt nghiệp trường Đại học Thể dục Thể thao II năm 1987, ông được nhận về Trường Năng khiếu nghiệp vụ thể thao Thành phố Hồ Chí Minh và làm huấn luyện viên phụ trách đào tạo trẻ. Có những học trò sau này thành những cầu thủ thành danh như Đỗ Khải, Trần Minh Chiến, Nguyễn Phúc Nguyên Chương. Nhờ chuyên môn cùng với khả năng tiếng Anh tốt, ông là một trong ba người được Liên đoàn bóng đá Việt Nam (VFF) cử sang học huấn luyện viên tại Brasil năm 1993 cũng như lấy được bằng huấn luyện viên hạng A của FIFA tại Đức năm 1996, là huấn luyện viên Việt Nam đầu tiên có bằng chuyên nghiệp. Ông cũng đóng vai trò trợ lý cho các huấn luyện viên nước ngoài ở đội tuyển quốc gia Việt Nam và đội tuyển Olympic Việt Nam từ năm 1995 đến năm 2003.
Tháng 6 năm 2004, ông được bổ nhiệm làm Giám đốc điều hành câu lạc bộ Ngân hàng Đông Á. Tuy nhiên, một vụ hối lộ trọng tài vào năm 2005 đã khiến đội bóng phải giải tán. Ông nhận 36 tháng tù treo vì tội đưa hối lộ, sau đó kháng cáo và được giảm án xuống còn 18 tháng tù treo. Sự kiện này khiến ông phải rời xa làng bóng đá một thời gian dài.
Năm 2020, ông được mời làm chủ tịch của câu lạc bộ Sài Gòn. Sau đó ông được bổ nhiệm làm huấn luyện viên câu lạc bộ, giúp câu lạc bộ đứng thứ ba ở mùa giải 2020. Tiếp theo ông huấn luyện các câu lạc bộ TP.HCM và LPBank HAGL.

### Thành phố Hồ Chí Minh
Tháng 10 năm 2022, khi câu lạc bộ Thành phố Hồ Chí Minh gặp khó khăn, đứng cuối bảng ở giải vô địch quốc gia sau 17 vòng đấu, họ mời Vũ Tiến Thành về dẫn dắt đến cuối mùa. Ông giúp đội nhà trụ hạng thành công, sớm hai vòng đấu.
Mùa giải 2023, Thành phố Hồ Chí Minh tiếp tục trụ hạng khi chỉ hơn đội xuống hạng Đà Nẵng 1 điểm.

### LPBank Hoàng Anh Gia Lai
Ngày 20 tháng 12 năm 2023, Vũ Tiến Thành được bổ nhiệm làm Giám đốc học viện LPBank Hoàng Anh Gia Lai. Sau đó ít ngày ông tiếp tục được bổ nhiệm làm Giám đốc kỹ thuật câu lạc bộ. Ở trận đấu ngày 27 tháng 12 với Hà Nội, ông đứng trong cabin huấn luyện, hỗ trợ huấn luyện viên Kiatisuk chỉ đạo học trò. Đội đã có chiến thắng đầu tiên trong mùa giải 2023–24 sau 8 vòng đấu.
Ngày 11 tháng 1 năm 2024, khi Kiatisuk chuyển ra làm huấn luyện viên cho Công an Hà Nội, Vũ Tiến Thành được bổ nhiệm làm huấn luyện viên câu lạc bộ. Dưới sự huấn luyện của ông, Hoàng Anh Gia Lai có chuỗi trận 9 trận bất bại liên tiếp, từ vị trí cuối bảng lên hạng 10 và có lợi thế trong cuộc đua trụ hạng tại giải vô địch quốc gia. Tuy nhiên, lối đá của Hoàng Anh Gia Lai của Vũ Tiến Thành bị đánh giá là thực dụng, xấu xí.